# Kalmia microphylla
Kalmia microphylla är en ljungväxtart som först beskrevs av William Jackson Hooker, och fick sitt nu gällande namn av Heller. Kalmia microphylla ingår i släktet kalmior, och familjen ljungväxter. Inga underarter finns listade i Catalogue of Life.

## Bildgalleri

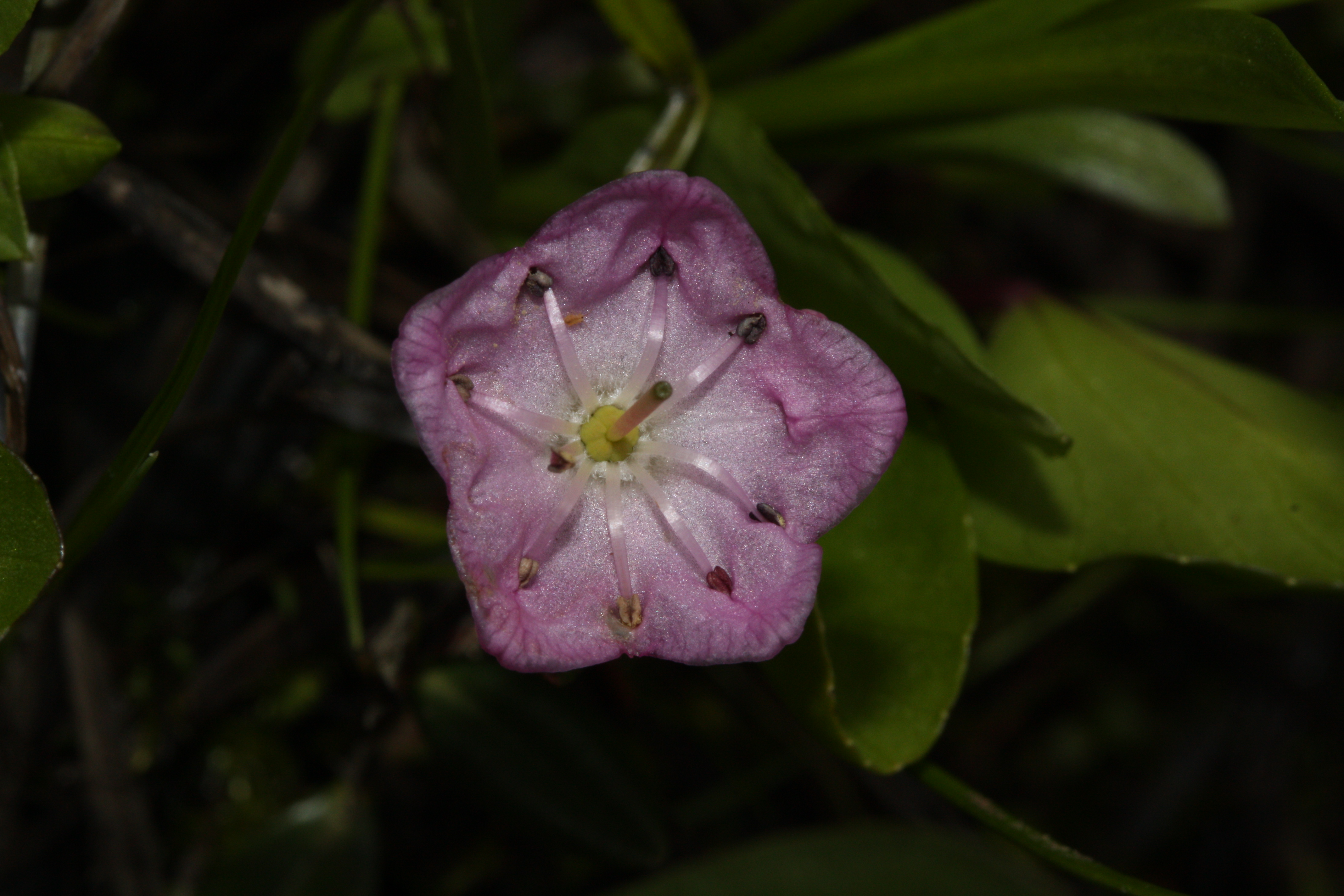
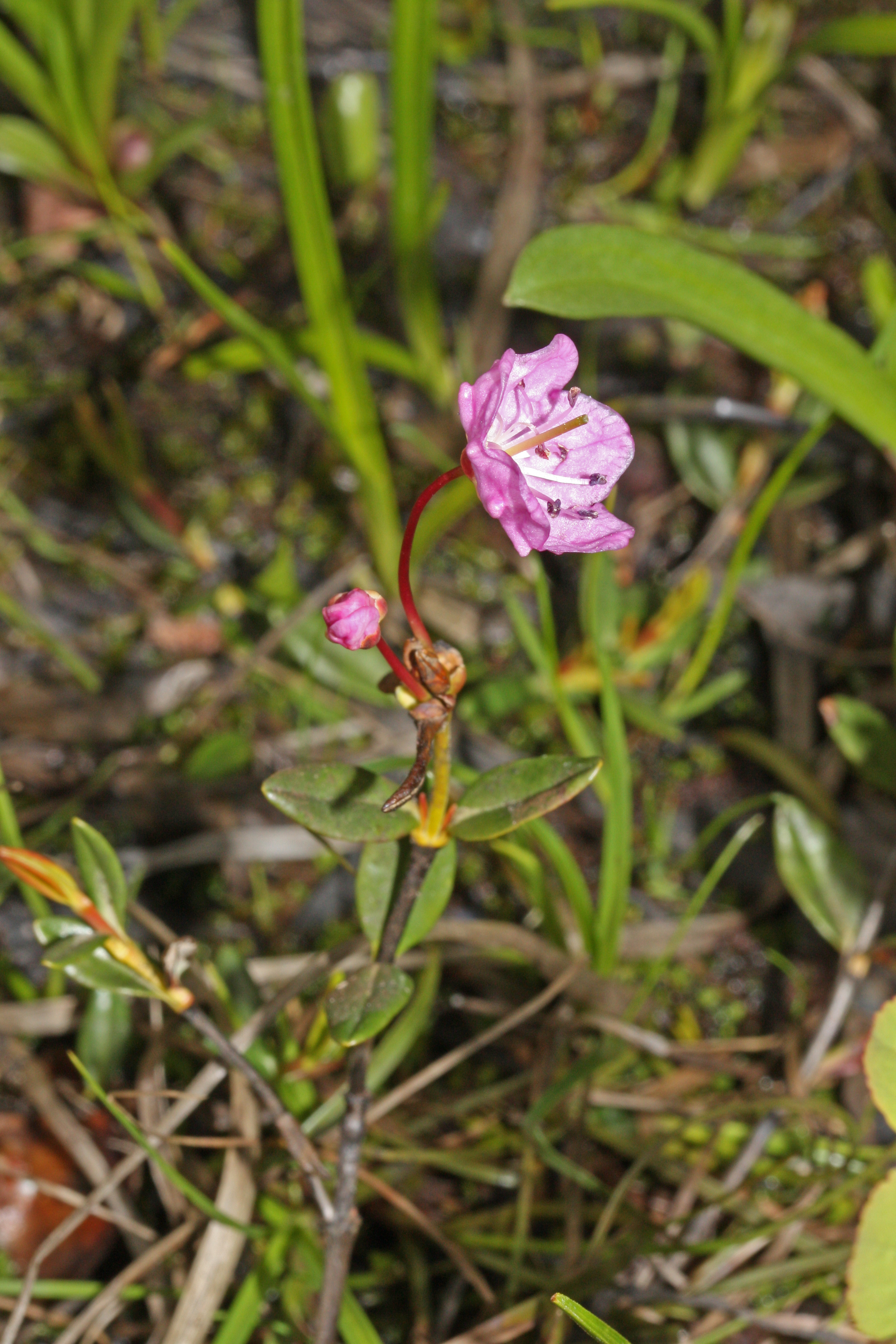
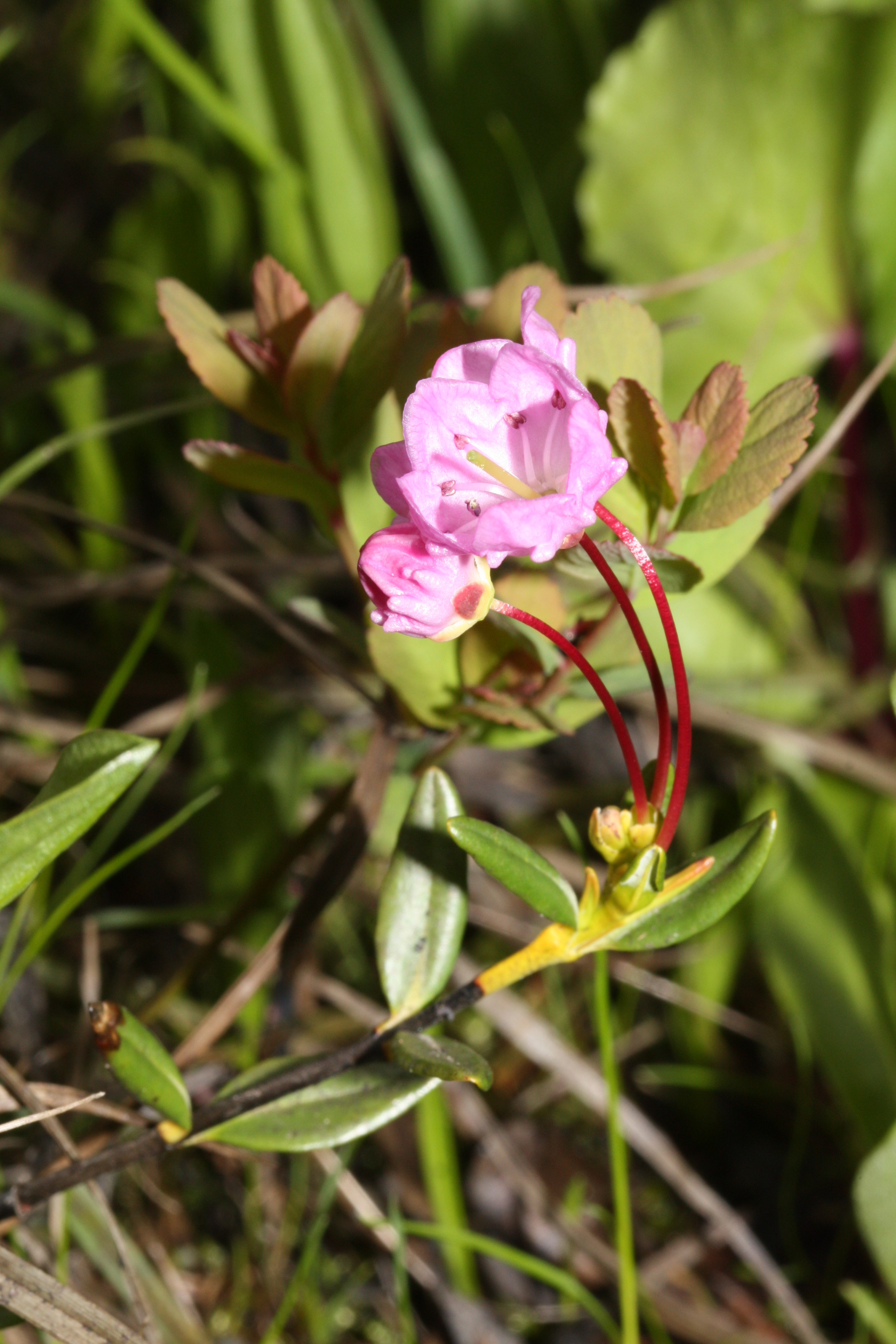
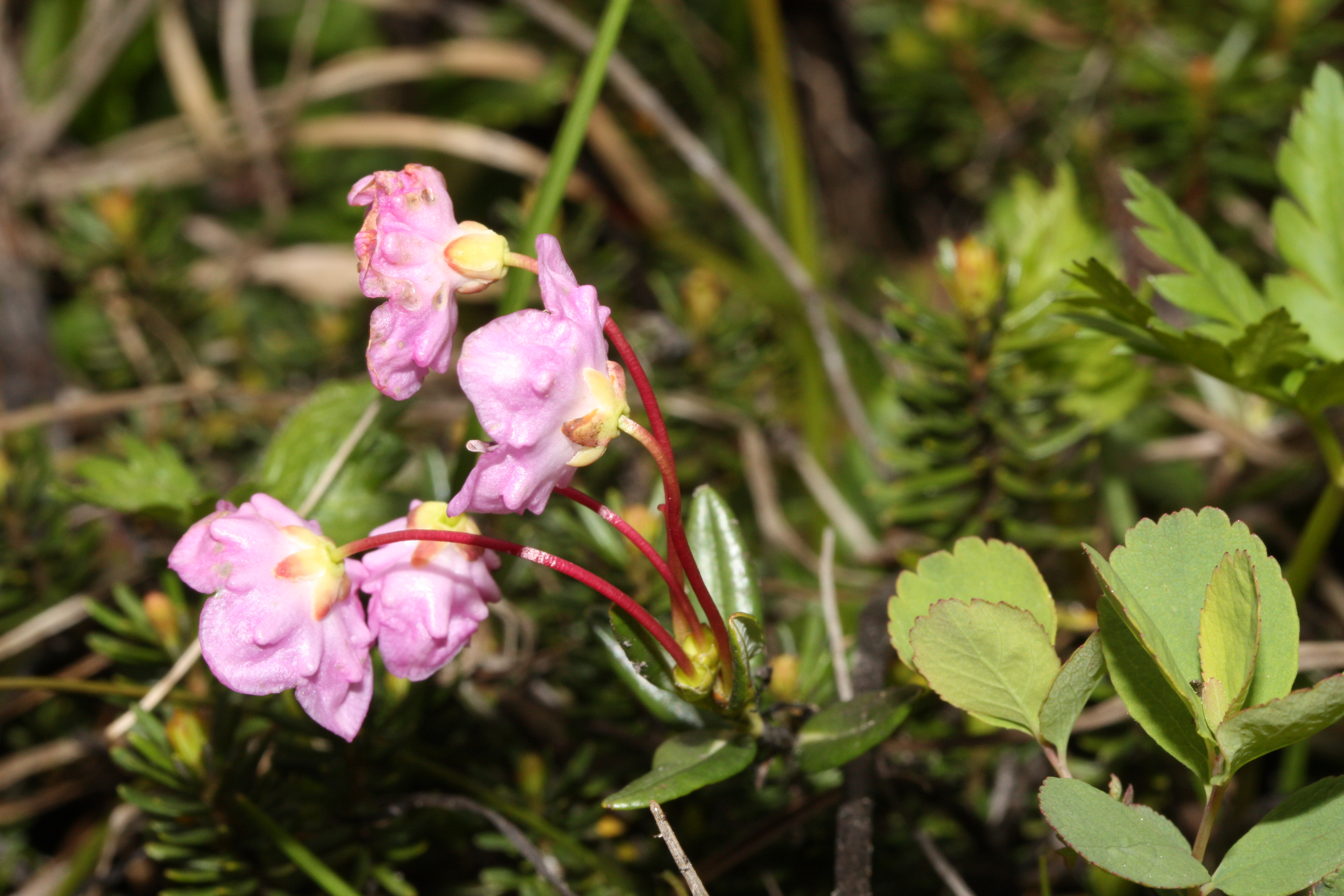
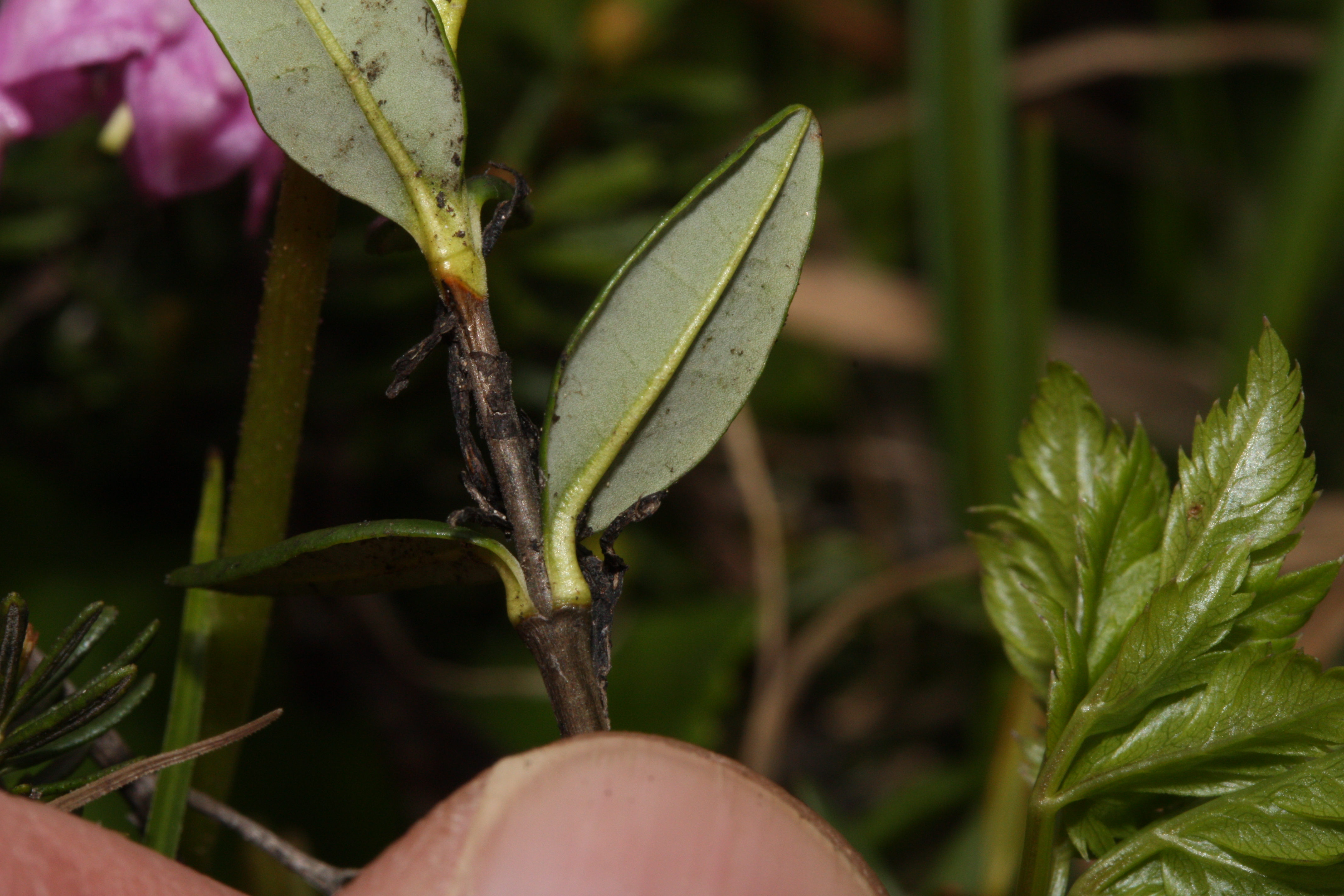
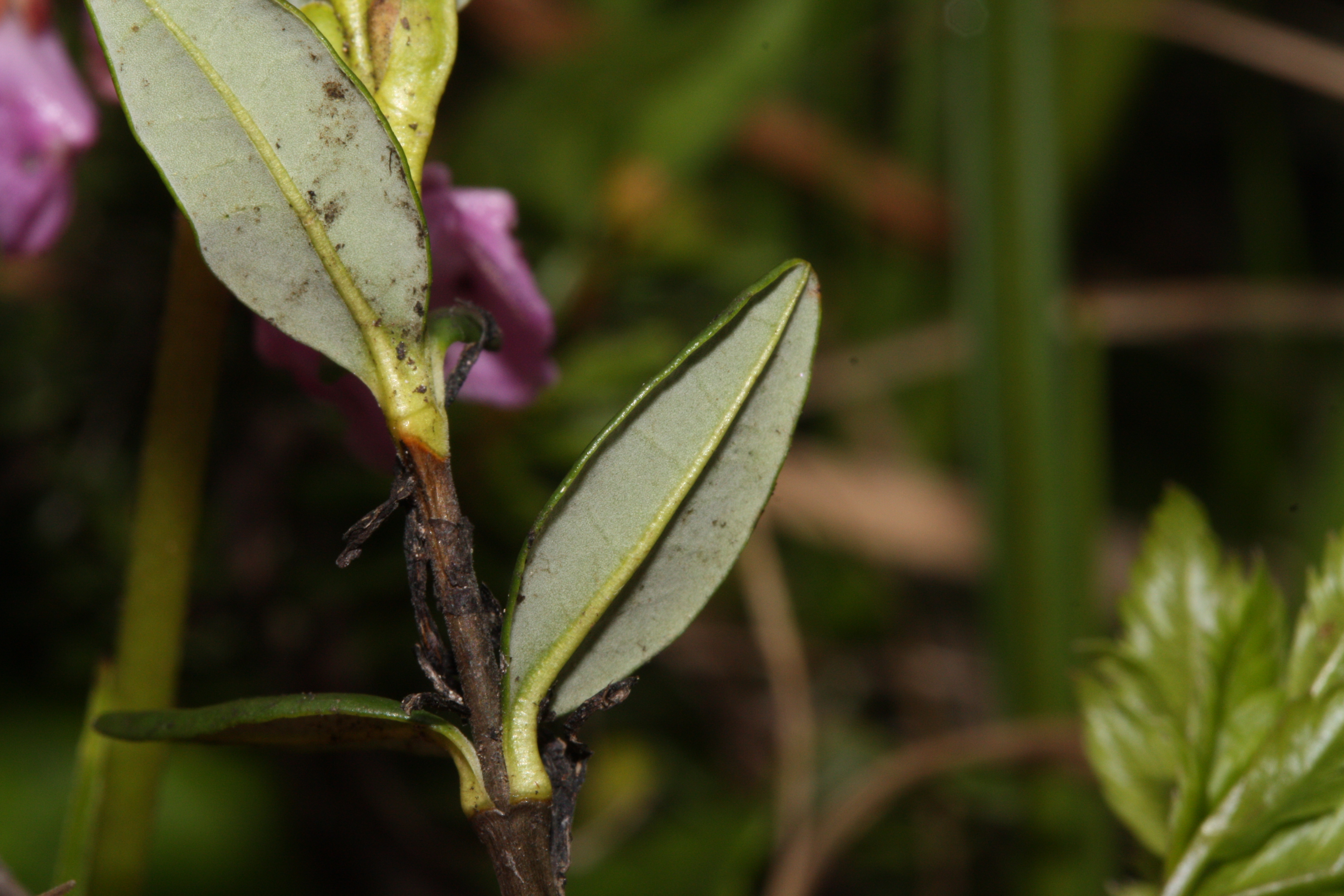